# Костёл Святого Михаила Архангела и монастырь иезуитов (Мстиславль)
Костёл Святого Архангела Михаила и монастырь иезуитов — католический сакральный комплекс в Мстиславле. Памятник архитектуры барокко. Построен в 1730-1738 годах, перестроен в первой половине XIX века в Николаевский собор.

## История
Иезуитский монастырь с принадлежащими ему постройками был построен в начале XVII века по приказу короля Сигизмунда III Вазы. В 1730 году игумен Ян Новомирский заложил камень под новый каменный костёл, строительство которого было завершено в 1738 году.
После роспуска ордена иезуитов (в 1820 году) костёл стал приходским; в 1842 году был перестроен в Николаевский собор, а его монастырь (кляштор) в Николаевский монастырь; затем здания монастыря были закреплены за училищем Тупичевского монастыря.

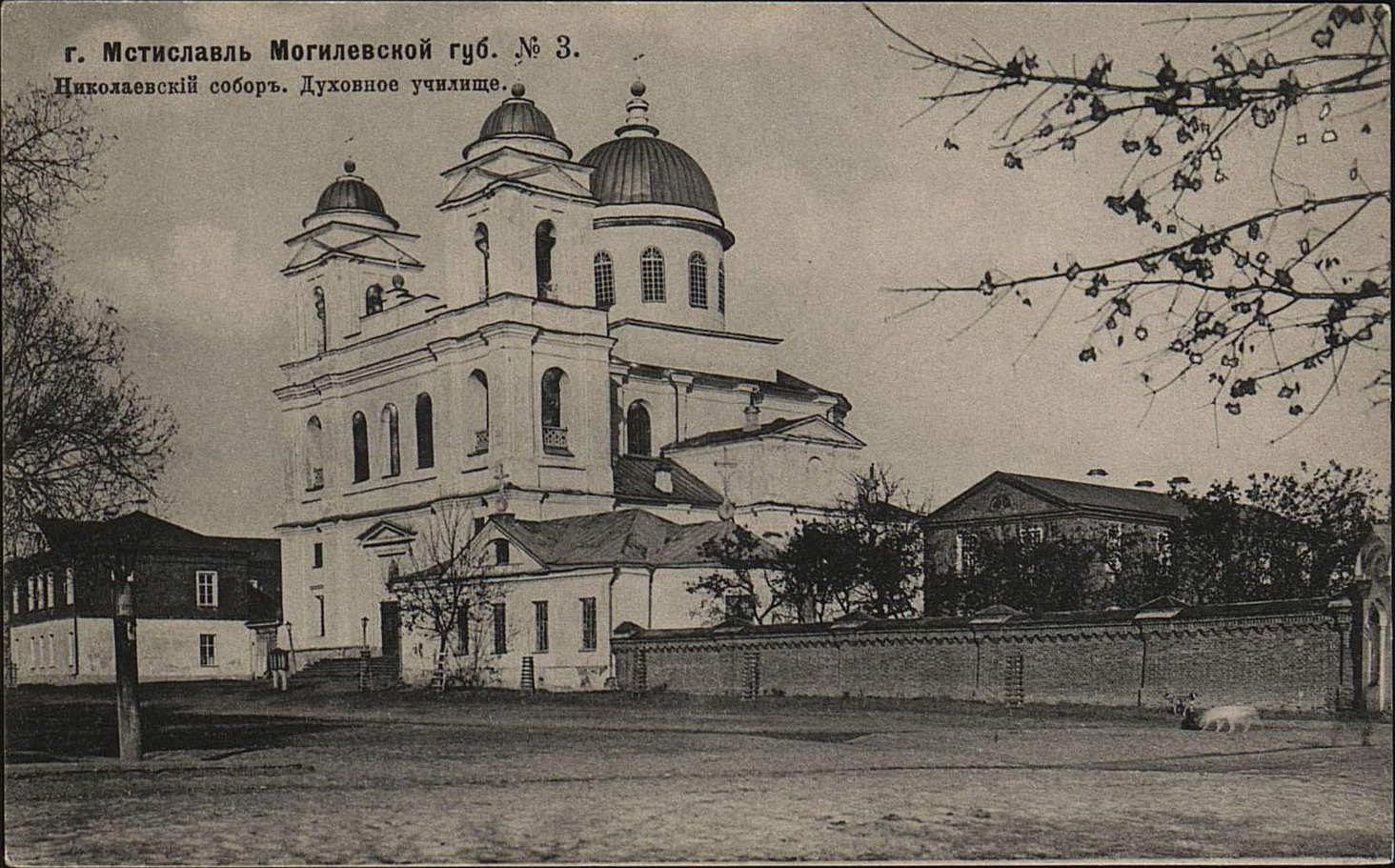
Костёл после перестройки в церковь, начало XX век.

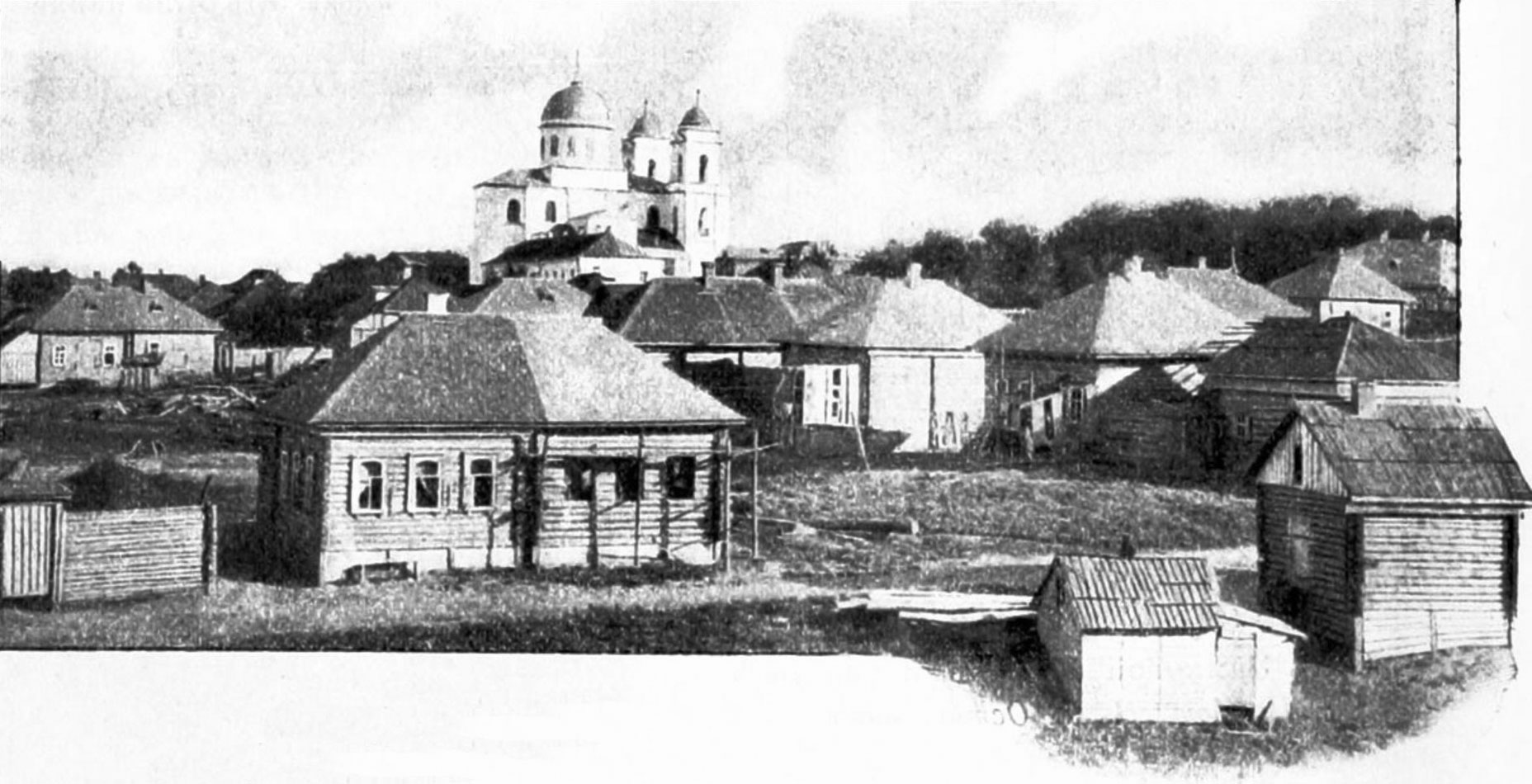
Пейзаж Мстиславля в 1905 году

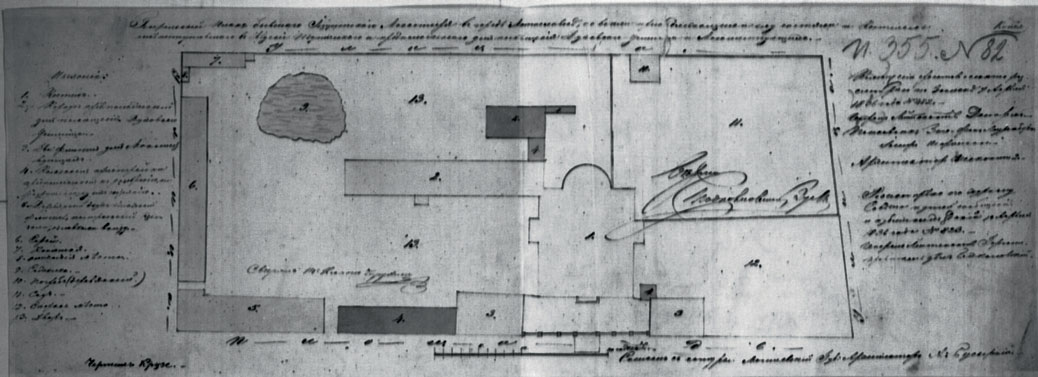
Территория монастыря в 1836 г.

В 1838 году была составлена смета на капитальный ремонт здания коллегии. Поврежденные участки стен планировалось разобрать и перекрасить, переделать оконные и дверные проемы, полы, своды, голландские печи, крышу покрыть железом. В 1841—1842 гг. капитальный ремонт завершен. Построен двухэтажный корпус для монахов, над одним из прежних корпусов надстроен второй этаж, монастырь обнесен кирпичной стеной с тремя часовнями по углам. В марте 1877 года Мстиславский Николаевский мужской монастырь был упразднен, а на площадях основан Белыницкий монастырь. Никольская церковь стала городским собором. В 1909 году собор вновь подвергался ремонту. Во время визита в 1913 году епископа Могилёвского и Мстиславского Константина город Мстиславль, отмечалось, что Николаевский собор «и по наружному виду, и по внутреннему убранству и необыкновенной чистоте оставляет впечатление весьма отрадное: видна любовь к церковному благолепию и благоукрашению храма…».
Во время Великой Отечественной войны костёл был полуразрушен, интерьеры уничтожены. После 1945 года здание было частично отремонтировано и использовалось как районный Дом культуры. С 2000 года находится на реставрации, но работы остановились на стадии консервации.

## Архитектура

### Костёл

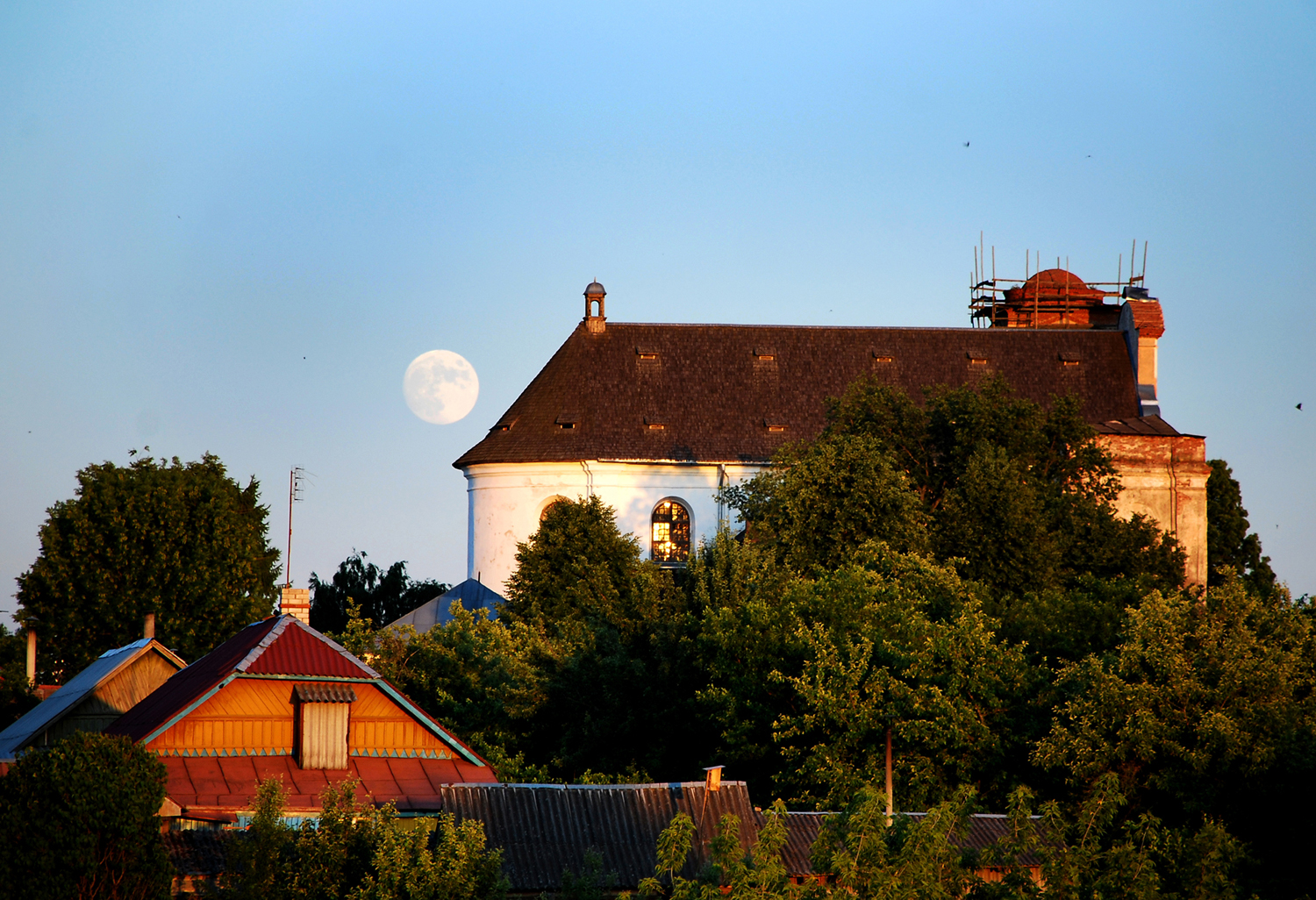
Вид с Замковой горы на иезуитский коллегиум

Церковь представляет собой двухнефную кирпичную базилику с трансептом и двухбашенным главным фасадом. Центральный неф завершает массивная полукруглая алтарная апсида. Двухъярусные крылья трансепта врезаны в высокие боковые нефы. Главный фасад разделен на два яруса узким карнизом и завершен развитым антаблементом со ступенчатым аттиком в центре и четырехъярусными башнями по бокам (верхние ярусы не сохранились). В 1842 году на цилиндрический световой барабан (не сохранился) установлен большой деревянный купол. Стены украшены широкими пилястрами.

#### Интерьер
Внутри костёла мощные колонны с пилястрами, соединенные арками, делят храм на три нефа. В северо-западной части расположены высокие хоры. Помещение над хорами, нефы и боковые алтари перекрыты крестовыми сводами, в апсиде — конха с лепниной.

### Монастырь

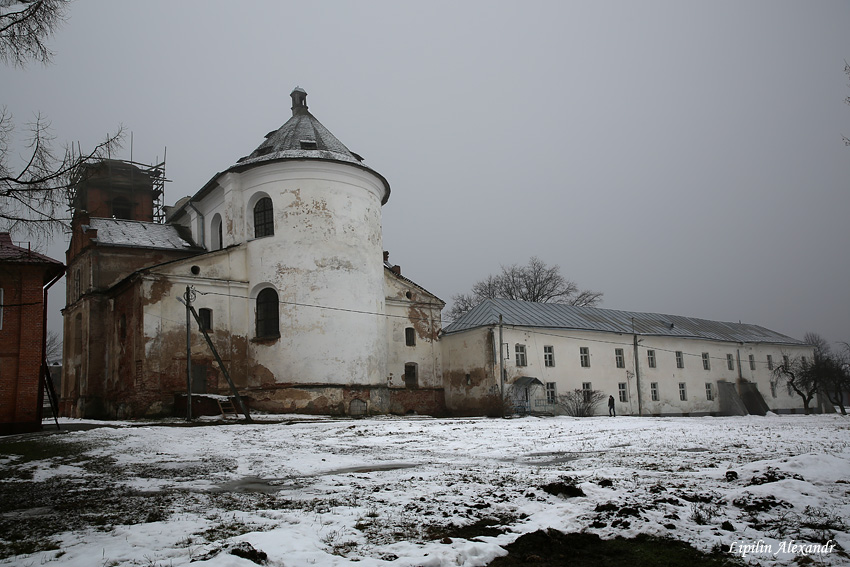
Здание костёла и монастыря

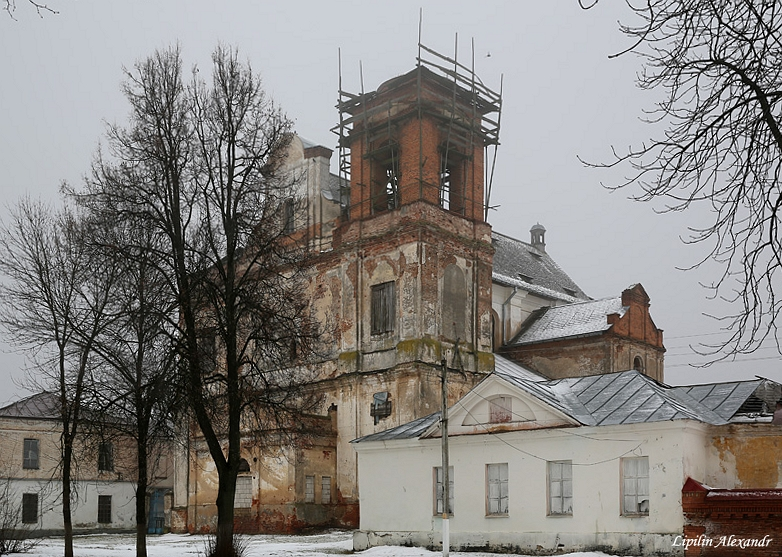
Костёл и аптека иезуитов

К костёлу прилегают с северной стороны главного фасада одноэтажное каменное здание аптеки, с юга двухэтажный прямоугольный корпус коллегии. Два углы здания и середина северо-восточной стены укреплены мощными контрфорсами. Система планировки коридорная с односторонним расположением помещений. Коридор и комнаты первого этажа перекрыты крестовыми сводами, второй этаж перекрыт плоским потолком, в восточном углу узкая двухступенчатая лестница.